# Бомот ле Пен
Бомот ле Пен (фр. Beaumotte-lès-Pin) насеље је и општина у источној Француској у региону Франш-Конте, у департману Горња Саона која припада префектури Везул.
По подацима из 2011. године у општини је живело 280 становника, а густина насељености је износила 33,21 становника/km². Општина се простире на површини од 8,43 km². Налази се на средњој надморској висини од 209 метара (максималној 351 m, а минималној 200 m).

## Демографија
| 1962. | 1968. | 1975. | 1982. | 1990. | 1999. | 2011. |
| ----- | ----- | ----- | ----- | ----- | ----- | ----- |
| 192   | 176   | 165   | 223   | 234   | 239   | 280   |

График промене броја становника у току последњих година